# Juventus (hudební skupina)
Juventus byla big-beatová skupina založená Antonínem Jelínkem a Jiřím Lahodou v roce 1962 v Praze. Tito dva nerozluční kamarádi již před tím skládali a účinkovali v divadle ABC v hudebním tělese a v rozhlase. K nejznámějším písním patří Nářek převozníka (Jiří Lahoda), Ona se brání (Karel Černoch), Osmnáct minut a Zrcadlo (Karel Černoch, Ladislav Heráček).
Ze začátku skupinu tvořili především vysokoškoláci a studenti konzervatoře. Stabilně spoluúčinkovalo dívčí trio a řada zpěváků (Hana Pazeltová, Lilka Ročáková, J. Stárek). Stálým hostem byl zpěvák Petr Stůj, tehdy třináctiletý (např. Den na prérii). V roce 1964 se frontman Antonín Jelínek rozhodl z rodinných důvodů z Juventusu odejít. Jako náhradu za sebe přivedl tehdy neznámého trampa Karla Černocha. Oslovil ho na vlakové stanici Medník, když ho den předtím slyšel zpívat na trampském potlachu. Karel zprvu nejevil zájem a hrát v beatové skupině odmítl. Za čtrnáct dní se však objevil na zkoušce Juventusu, který zkoušel každý čtvrtek v sále v restauraci U Zábranských v Karlíně. Zazpíval tři písně k playbacku, který si pustil ze svého magnetofonu a byl hned nadšeně přijat. 
V průběhu roku 1965 se stabilizuje repertoár i obsazení. V létě 1965 hrál Juventus ve filmu Bylo čtvrt a bude půl. V roce 1967 hrál soubor v divadle ABC, kde doprovázel písně v komedii Nepokradeš, a když, tak ne málo. Vzrůstající Černochova popularita a samostatná vystoupení vedla k tomu, že se odhodlal k sólové kariéře.
Posléze Petr Rezek následoval jeho příkladu a začal rovněž samostatně vystupovat, čímž kapela Juventus skončila.
Antonín Jelínek v roce 1969 emigroval do tehdejšího západního Německa, Jiří Lahoda zahynul při letecké katastrofě.

## Obsazení
- Jiří Lahoda (* 4. listopadu 1946) – sólová kytara
- Antonín Jelínek (* 5. května 1947) – zpěvák, textař a doprovodná kytara
- Petr Rezek (* 26. prosince 1942) – doprovodná kytara
- Vladislav Heráček (* 6. května 1942, uváděno také 28. 7. 1941) – basová kytara
- Václav Rákos (* 28. srpna 1943) – jonika
- Miroslav Čech (* 8. března 1943) – bicí
- Josef Randák (* 17. 5. 1944) – bicí
- Jiří Myslivec (* 4.5. 1946) - bicí, zpěv
- Karel Černoch (12. října 1943 – 27. prosince 2007) – zpěv

## Diskografie
- 1968 – Beat Line (split), 18 minut / Procitnutí
- 1994 – Karel Černoch - Sto kouzelnejch slok 1965-70 – část CD singly od Juventus
- 1999 – Petr Rezek - Prší krásně (Největší hity) – na CD je jedna skladba od Juventus – Modrej len
- 2009 – Karel Černoch / Juventus, Kompletní nahrávky 1967-1969, Bonus: LP Páteční a něco navíc

### EP
- 1969 – Kapka jedu / Oči / Bob Hands / Nemocné srdce

### Singly
- 1967 – Nářek převozníka / Den na prérii
- 1967 – Zrcadlo / Chrám
- 1968 – Ona se brání / Stůj, občane!
- 1968 – Sto kouzelnejch slok / 18 minut – Sto kouzelnejch slok je od Bee Gees – Spicks and Specks
- 1969 – Modrej len / Vlasy
- 1969 – Kapka jedu / Oči